# Mauritânia Tingitana
Mauritânia Tingitana foi uma província romana localizada no noroeste da África, no território onde está o Marrocos e as cidades espanholas de Ceuta e Melilla. Ela se estendida da península mais ao norte, no estreito de Gibraltar, até Sala (Chellah) e Volubilis no sul. Para o leste, a fronteira era o rio Laou. A capital era Tingis (em berbere: Tingi), no local onde está Tânger. Outras grandes cidades da província eram Júlia Valência Banasa e Lixo.

## História
Depois da morte de Ptolemeu da Mauritânia, o último rei da Mauritânia, em 40 d.C., o imperador romano Cláudio organizou o território em duas províncias: a Mauritânia Cesariense e a Mauritânia Tingitana, com o rio Mulucha, cuja foz se situa cerca de 12 km a oeste da fronteira atual entre Marrocos e a Argélia, separando as duas.
A ocupação romana, porém, não avançava muito para o interior. No extremo ocidente, o limite sul deste avanço era Volubilis, que estava cercada de acampamentos militares como o de Tocolósida, ligeiramente para o sudeste, e Ain Chkour para o noroeste, além de um fosso. Na costa do Atlântico , Sala Colônia era também protegida por um fosso, uma muralha e uma sequência de torres.
Porém, não havia uma linha contínua de fortificações: não há evidências de que tenha existido uma muralha como a que protegia a turbulenta fronteira na Britânia, na outras extremidade do império. O que havia era uma rede de fortes e fossos que funcionavam mais como um filtro. O limes — palavra da qual deriva o termo "limite" em português — protegia as regiões que estavam sob controle direto romano ao canalizar os contatos com o interior através dos grandes assentamentos, regulando as ligações entre os nômades e viajantes com as cidades e fazendas das áreas ocupadas.
O mesmo povo vivia dos dois lados do limes, embora a população fosse bem reduzida. Volubilis tinha, no máximo, 20 000 habitantes no século II. Com base nas evidências epigráficas, por volta de 10 a 20% dela era formada por pessoas de origem europeia, majoritariamente da Península Ibérica. O resto era nativo da região.
Historiadores romanos como Ptolemeu considerava que todo o território do Marrocos para o norte dos Montes Atlas como sendo parte do Império Romano pois, na época de Augusto, a Mauritânia era um reino cliente e seus monarcas, como Juba II, controlavam toda a região ao sul de Volubilis. O controle efetivo das legiões romanas chegava no máximo até a região de Sala Colônia (o Castro "Exploração dos Mercúrios" (Exploratio Ad Mercurios), ao sul de Sala, é o assentamento romano mais meridional descoberto na região até hoje). Alguns historiadores, como Leão Africano, acreditam que a fronteira romana alcançava a região de Casablanca, fundada pelos romanos como um porto. De fato, a moderna cidade de Azamor está sobre a antiga Azama, um porto comercial fenício e, posteriormente, romano.
Plínio, o Velho, descreveu detalhadamente a região ao sul dos Montes Atlas por ocasião da campanha de Caio Suetônio Paulino em 41:
| “ | Suetônio Paulino, que foi cônsul em nosso tempo, foi o primeiro general romano a avançar por uma distância de algumas milhas além dos Montes Atlas. Ele nos deu as mesmas informações que já havíamos recebido de outras fontes sobre a extraordinária altura dessas montanhas e, ao mesmo tempo, ele afirmou que as partes baixas no sopé deles estão cobertas por uma floresta densa e alta, composta por árvores de espécies até então desconhecidas. A altura destas árvores, diz ele, é incrível; os troncos não têm nós e tem uma casca lisa e brilhante; a folhagem é como a dos ciprestes e, além de exalarem um forte odor, estão cobertas por uma sedosa penugem a partir da qual, pela habilidade artística, um fino tecido pode ser facilmente fabricado, muito similar aos que se produzem pelo bicho da seda. Ele nos informa que o cume da montanha é recoberto de neve mesmo no verão e diz que, tendo chegado lá depois de uma marcha de dez dias, avançou por algum tempo para além até chegar num rio que tem o nome de "Ger"; a estrada que atravessa os desertos está recoberta por uma areia negra a partir da qual rochas que parecem ter sido expostas pelo fogo se projetam de vez em quando; as localidades se tornaram praticamente inabitáveis por causa da intensidade do calor, como ele próprio experimentou, embora fosse inverno quando as visitou. | ” |
|   | — História Natural 5.1, Plínio, o Velho . |   |

### Província romana

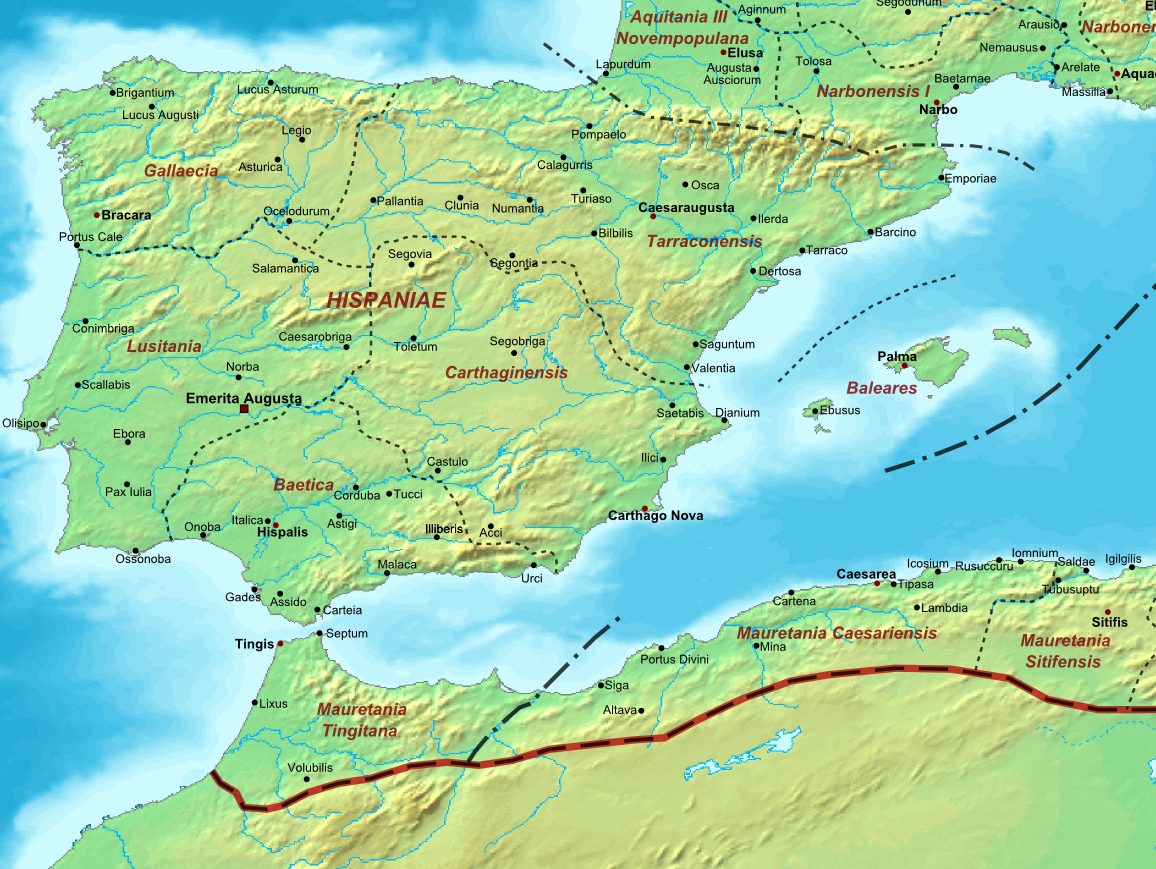
A Mauritânia Tingitana num mapa da Diocese da Hispânia,

Durante o reinado de Juba II, o imperador Augusto já havia fundado três colônias (habitadas cidadãos romanos) na Mauritânia, próximas da costa: Júlia Constância Zilil, Júlia Valência Banasa e Júlia Campestre Babba. Havia também na região uma colônia judaica, cuja presença se comprovou arqueologicamente.
Esta porção ocidental da Mauritânia tornar-se-ia a província da Mauritânia Tingitana logo depois. Ela permaneceu como parte do Império Romano até 429, quando os vândalos cruzaram o estreito de Gibraltar e conquistaram a região, encerrando o domínio romano.
A mais importante cidade da Mauritânia Tingitana era Volubilis, o centro administrativo e econômico da província. As terras da Mauritânia, muito férteis, produziam uma variedade de produtos agrícolas, principalmente cereais e azeite, que eram exportados para Roma e contribuíam para a prosperidade da província.
Além disso, a Mauritânia era famosa também por sua tintura púrpura, por suas madeiras nobres e pela grande variedade de animais selvagens, como leões (o hoje extinto leão-do-atlas) e leopardos (o hoje raríssimo leopardo-do-atlas). Os nativos mauros eram soldados muito apreciados pelos romanos, especialmente em unidades de cavalaria ligeira.
De acordo com a tradição, o martírio de São Marcelo ocorreu em 28 de julho de 298 em Tingis.
Durante a reforma de Diocleciano (r. 284–305) em 296, a Mauritânia Tingitana foi subordinada à Diocese da Hispânia da Prefeitura pretoriana das Gálias.
O Notitia Dignitatum demonstra ainda que, na organização militar, um conde de Tingitana (comes Tingitaniae) comandava um exército composto de duas legiões, três vexillatio e dois auxiliares palatinos. Flávio Memório foi um deles na metade do século IV. Porém, está implícito nesta fonte que havia um único comando militar para as duas províncias mauritânias, com um duque da Mauritânia (dux Mauretaniae; de patente mais baixa) controlando sete coortes e uma ala.
Os vândalos, de origem germânica, se estabeleceram na Bética em 422 sob o rei Gunderico e, a partir dali, passaram a atacar sistematicamente a Mauritânia Tingitana. Em 427, o conde da África (comes africae), Bonifácio, rejeitou uma ordem do imperador Valentiniano III para se apresentar na capital e derrotou um exército enviado para prendê-lo. Porém, ele teve menos sorte quando uma segunda força apareceu em 428. No mesmo ano, Gunderico foi sucedido por Genserico, a quem Bonifácio convidou para África, fornecendo-lhe inclusive a frota necessária para a travessia. Bonifácio tinha a intenção de mantê-los na Mauritânia, mas, uma vez na África, os vândalos não se submeteram e marcharam para Cartago.

### Período bizantino
Em 533, o general bizantino Belisário reconquistou a antiga Diocese da África dos vândalos em nome do imperador Justiniano durante a chamada Guerra Vândala. Todo o território a oeste de Cesareia na Mauritânia (Cherchell) já havia sido conquistado pelos mauros, mas o recriado duque da Mauritânia mantinha uma unidade militar em Septem (Ceuta). Este foi o último entreposto bizantino na Mauritânia Tingitana; todo o resto do que um dia fora a província romana foi organizada na nova Prefeitura pretoriana da África.
O imperador Maurício, em algum momento entre 585 e 590, criou o Exarcado de Cartago e Mauritânia Tingitana, agora efetivamente reduzida à cidade de Septem (Ceuta), foi combinada com as cidadelas da costa espanhola (a efêmera província da Espânia) e as ilhas Baleares para formar a nova Mauritânia Secunda, subordinada à Diocese da Hispânia.
Quando os omíadas conquistaram todo o norte da África, substituindo o cristianismo pelo islamismo, as duas mauritânias foram reunidas na província de Magrebe ("o ocidente" em árabe), que incluía na época, além do território no Marrocos, a metade do noroeste da moderna Argélia.